# Lamborghini Urraco

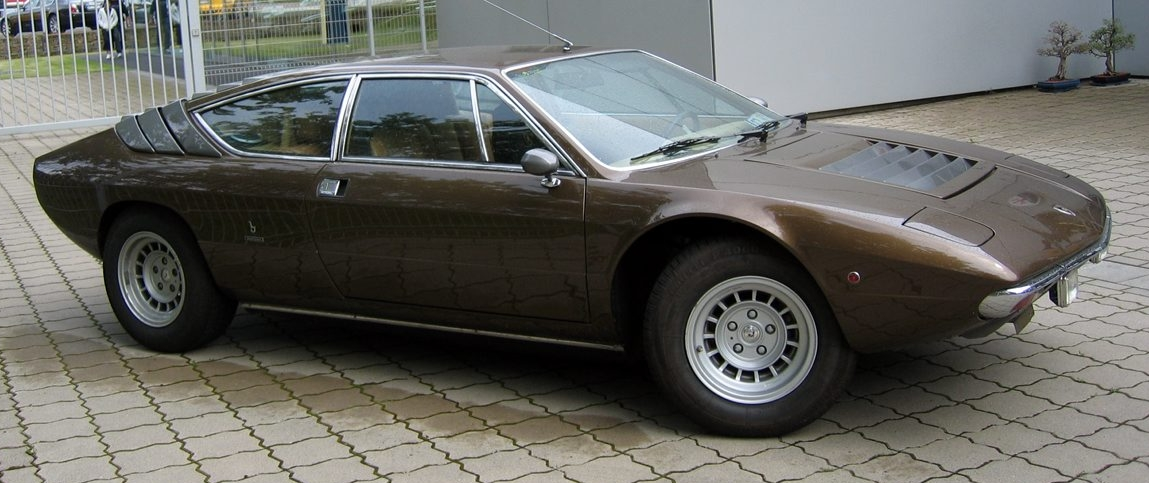
Lamborghini Urraco P300

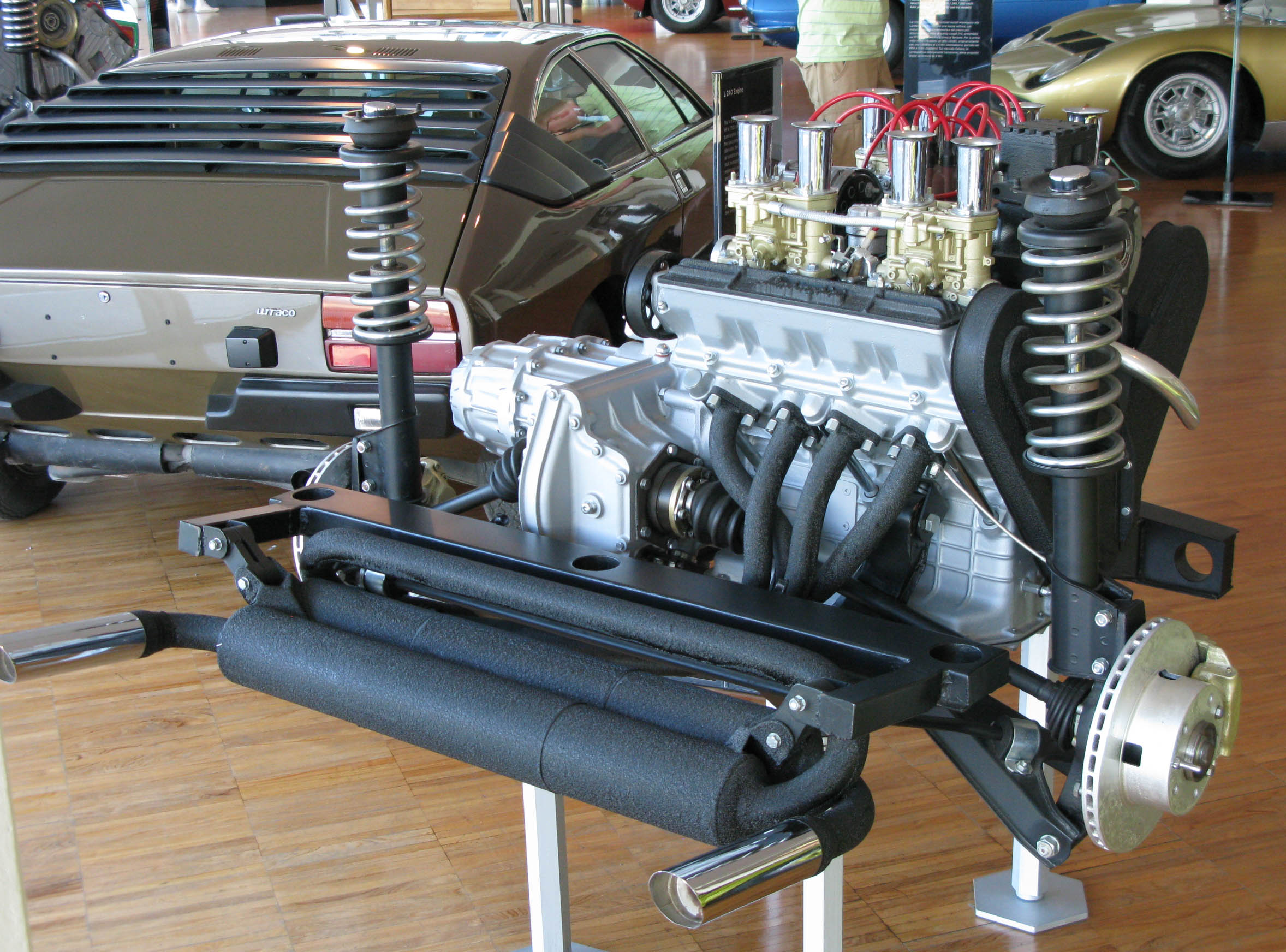
Motor und (im Hintergrund) Heck des Urraco mit charakteristischen Lamellen über dem Heckfenster.

Der Lamborghini Urraco war ein 2+2-sitziges Mittelmotorcoupé, das der italienische Automobilhersteller Lamborghini von 1973 bis 1979 produzierte.

## Konstruktionsmerkmale
Der Urraco, 1970 auf dem Turiner Salon erstmals als Prototyp gezeigt und 1973 in Serie gegangen, ergänzte Lamborghinis Modellprogramm nach unten hin. Der Urraco, dessen Name auf eine spanische Kampfstierrasse zurückging, sollte mit dem Ferrari Dino 246 und dem Porsche 911 konkurrieren, litt aber an technischen Problemen, und der Preis war vergleichsweise hoch.
Paolo Stanzani hatte den Urraco maßgeblich konstruiert.

### Antriebstechnik
Der Urraco hatte eine selbsttragende Ganzstahlkarosserie und wie der Ferrari einen Mittelmotor. Wie beim Miura war der Motor quer zur Fahrtrichtung vor der Hinterachse eingebaut.
Anders als bei den bisherigen Modellen, die von Zwölfzylindermotoren angetrieben wurden, verwendete Lamborghini für den Urraco einen Achtzylindermotor mit einem Zylinderwinkel von 90 Grad, der von Stanzani entworfen worden war. Der Motorblock bestand wie der Zylinderkopf aus Aluminium. Der L240 genannte Motor war im Laufe des Produktionszeitraums in drei unterschiedlichen Versionen lieferbar:
- Zunächst wurde der P250 mit zweieinhalb Litern Hubraum auf den Markt gebracht; er leistete 162 kW (220 PS).
- Anlässlich des Turiner Automobilsalons 1974 wurde er um eine Dreiliterversion (P300) mit längerem Hub ergänzt, die 195 kW (265 PS) leistete.

Dieser Motor hatte vier obenliegende Nockenwellen mit Kettenantrieb, die anderen nur zwei, die mit Zahnriemen angetrieben wurden.
- Ebenfalls in Turin 1974 erschien speziell für den italienischen Markt, auf dem in den 1970er Jahren für Autos über zwei Liter Hubraum der Mehrwertsteuersatz 38 statt 17 % betrug, eine in der Bohrung reduzierte Version mit zwei Litern Hubraum (P200) und einer Leistung von 134 kW (182 PS).

### Die Karosserie
Der Urraco hatte eine selbsttragende Ganzstahlkarosserie in Schalenbauweise. Bestandteile waren eine aus Stahl gepresste Bodenplatte mit kastenartigen Versteifungen sowie ein darauf gesetztes, mit der Bodenplatte fest verschweißtes stählernes Karosseriegrundgerüst mit Stehwänden, Dachholmen usw. Das Prinzip entsprach den in höheren Stückzahlen gebauten Lamborghini-Modellen Espada und Jarama, unterschied sich hingegen von den Gitterrohrrahmen der anderen frühen Lamborghini-Modelle wie dem 350 GT, 400 GT, Miura oder später dem Countach.

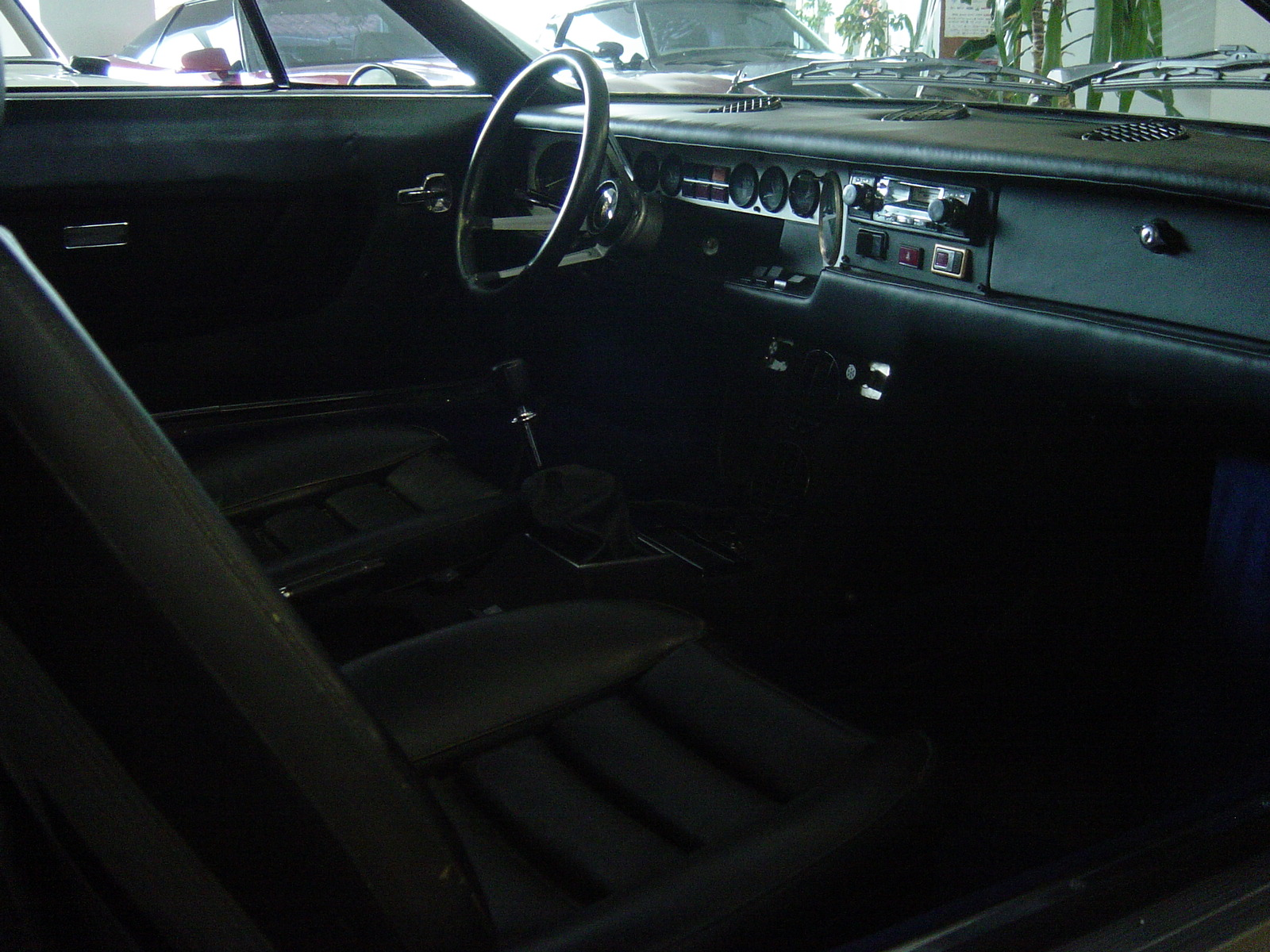
Armaturenbrett

Die Karosserie des Urraco wurde von Marcello Gandini für Bertone entworfen. Der Urraco war – ähnlich wie der ebenfalls von Bertone gestaltete Ferrari 308 GT4 – ein sogenannter 2+2-Sitzer mit zwei Notsitzen hinter Fahrer- und Beifahrersitz. Dieser Ansatz war zusammen mit dem Mittelmotorkonzept für eine unausgewogene Proportionierung der Karosserie verantwortlich, da sie zu einer sehr kurzen Frontpartie und einem lang gestreckten Aufbau zwang. Bertone entwarf einen leichten, stark verglasten Aufbau mit auffälligen Entlüftungsöffnungen über der Hinterachse, die sich in breiten Lamellen über der Heckscheibe fortsetzten. So wurde die Fahrgastzelle optisch verkürzt. Der Urraco wird vielfach als der stilistisch am besten gelungene 2+2-Sitzer mit Mittelmotor angesehen. Auffällig war der Innenraum, der in sehr modischen Farben gestaltet und vor allem am Armaturenbrett ergonomisch problematisch war. Der Tachometer und der Drehzahlmesser befanden sich links und rechts vom Lenkrad und wurden während der Fahrt zumeist von den Händen des Fahrers verdeckt, während die nachrangigen Anzeigen für Wassertemperatur usw. genau vor dem Fahrer angebracht waren. Diese Gestaltung hatte Bertone erstmals 1968 für das Showcar Alfa Romeo Carabo entwickelt.
Aus Kostengründen verwendete Lamborghini für den Urraco zahlreiche Anbauteile von Großserienfahrzeugen. Die Rückleuchten beispielsweise kamen (wie im Fall des Jarama) vom Fiat 124 Coupé (dritte Serie), die Türgriffe wurden vom Fiat X1/9 übernommen, und auch die Schlösser und Schalter kamen unmittelbar von Fiat.

### Das Fahrwerk
Der Urraco hatte vorn und hinten Einzelradaufhängung an radführenden Federbeinen und Dreiecksquerlenkern. Die vier Scheibenbremsen kamen von ATE. Die Zahnstangenlenkung ohne Lenkhilfe erforderte vier Umdrehungen von Anschlag zu Anschlag.

## Produktionsumfang
Bis 1979 wurden 520 Urraco P250, 77 Urraco P200 und 190 Urraco P300 gebaut.
Der Lamborghini Urraco war ein kommerzieller Misserfolg. Anfänglich hatte Lamborghini gehofft, etwa 1000 Fahrzeuge pro Jahr verkaufen zu können. Tatsächlich wurden in sieben Jahren insgesamt nur 674 Fahrzeuge hergestellt. Der Misserfolg wird zumeist auf Fehler in Lamborghinis Produktmanagement zurückgeführt. So stellte das Unternehmen den Urraco bereits 1971 vor, als der Wagen noch nicht ansatzweise serienreif war. Lamborghini nahm zu dieser Zeit bereits Bestellungen für den Urraco entgegen, musste die Kunden aber zwei Jahre vertrösten, bis die Produktion tatsächlich aufgenommen werden konnte. In dieser Zeit stornierten zahlreiche Interessenten ihre Bestellungen und wechselten zu Konkurrenzprodukten von Ferrari und Maserati. Zahlreiche Streiks führten zu weiteren Produktionsverzögerungen. Schließlich war die Verarbeitungsqualität des Urraco ausgesprochen schlecht, so dass insgesamt der Ruf des Urraco wie auch der des Herstellers erheblich beeinträchtigt war.
Lamborghini entwickelte den Urraco in den 1980er Jahren zum Modell Jalpa weiter, der sich recht erfolgreich verkaufte. Er wird in der Literatur beschrieben als „das Auto, das der Urraco von Anfang an hätte sein müssen“.

## Sondermodelle und Prototypen

### Lamborghini Silhouette
1976 leitete Lamborghini vom Urraco P300 eine Targa-Version ab, die als Lamborghini Silhouette verkauft wurde.

### Urraco Bob
Der Lamborghini Urraco Bob ist ein 1974 von Bob Wallace modifizierter Urraco für Rennsportzwecke. Ebenso wie beim Jarama Sport verstärkte Bob Wallace die Karosserie und ersetzte einige Teile aus Stahlblech durch Aluminium. Außerdem stimmte er das Fahrwerk neu ab. Hinzu kam noch ein Heckflügel sowie ein tief hinunter reichender Frontspoiler. Der Motor erbrachte eine Leistung von 310 PS (228 kW). Er hat Trockensumpfschmierung und  ein Sechsgang-Getriebe mit Handschaltung. Der Wagen wurde nur ein einziges Mal bei einem Rennen eingesetzt, das er mit Bob Wallace als Fahrer gewann.

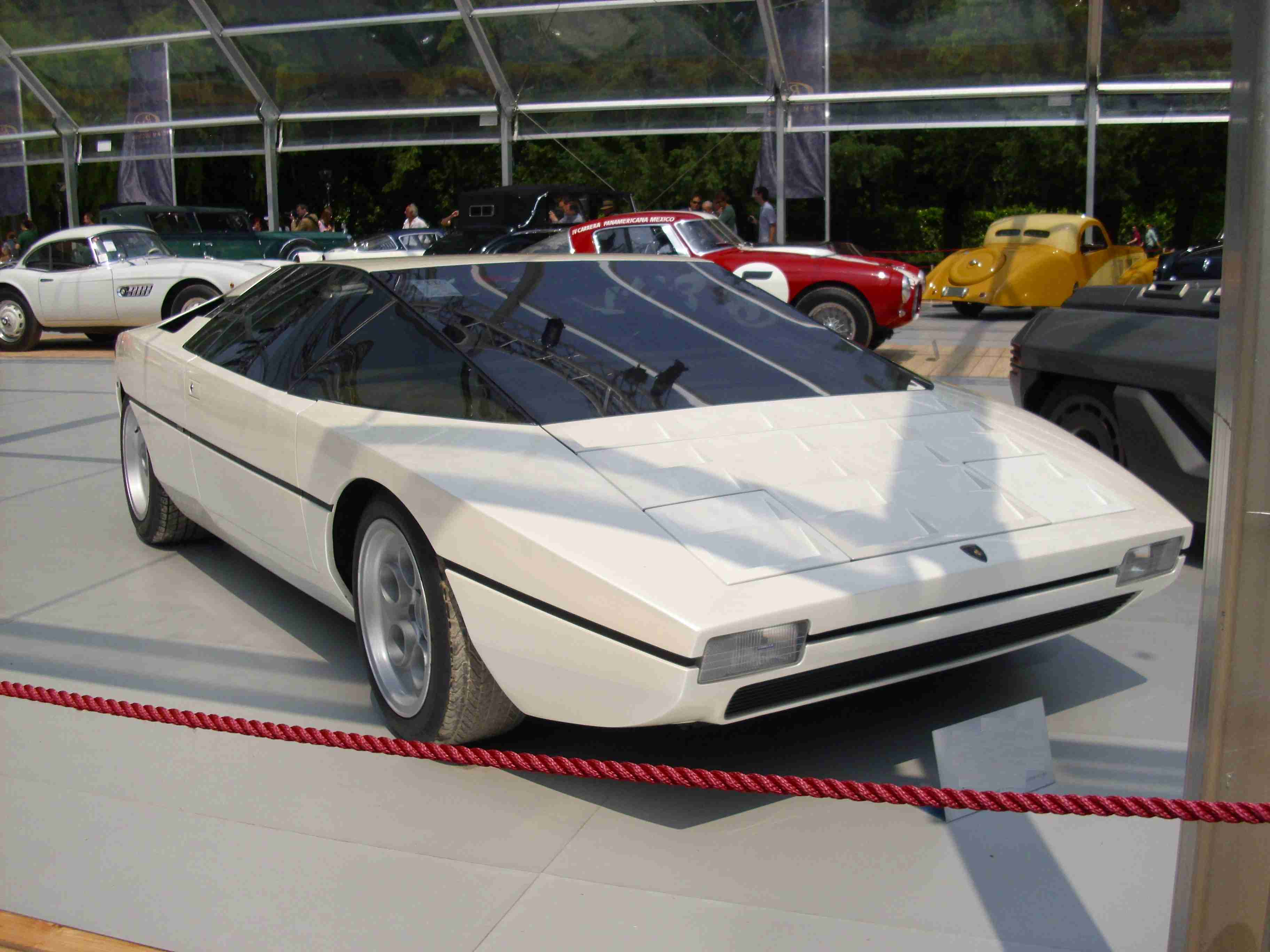
Lamborghini Bravo

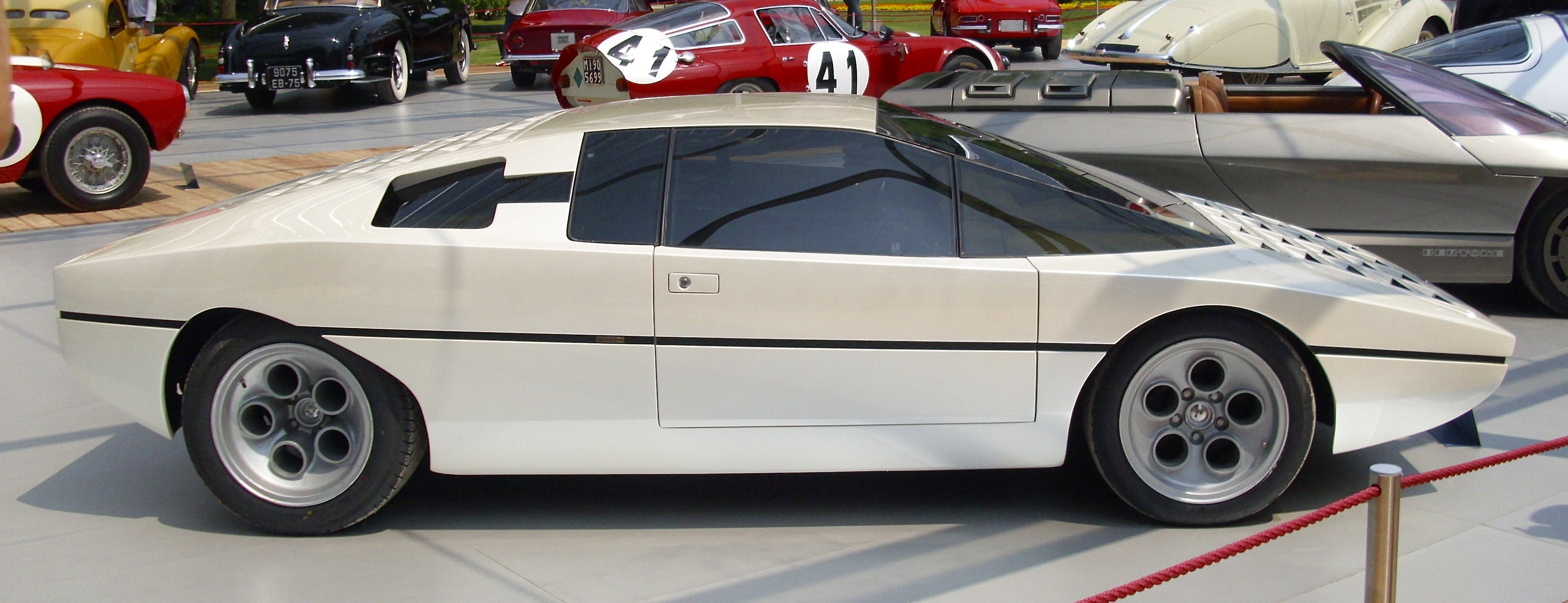
Lamborghini Bravo

### Bravo
Der Lamborghini Bravo (intern P 114 genannt) wurde 1974 als Showcar präsentiert. Der Wagen wurde von Bertones Chefdesigner Marcello Gandini gestaltet. Er basiert auf dem um 200 mm verkürzten Chassis des Lamborghini Urraco P300. Er war dem Countach ähnlich, vor allem die hinteren Radkästen und die schräg stehende Frontscheibe. Angetrieben wurde der Bravo von einem auf 300 PS (221 kW) getunten V8 mit 90° Gabelwinkel aus Aluminium mit Getriebe und Differenzial aus dem Urraco P300. Das Leergewicht betrug 1285 kg und die Höchstgeschwindigkeit lag bei 275 km/h. Lamborghini dachte zwar an eine Serienproduktion, konnte sie aber wegen der Energiekrise und der schlechten finanziellen Lage des Unternehmens nicht realisieren. Im Mai 2011 wurde das Unikat von RM Auctions anlässlich des Concorso d’Eleganza Villa d’Este in Cernobbio zu einem Preis von 588.000 Euro versteigert.

## Konkurrenten
- Ferrari Dino 246
- Ferrari Dino 308 GT 4
- Maserati Merak
- Porsche 911

## Technische Daten
| Technische Daten Lamborghini Urraco                     | Technische Daten Lamborghini Urraco | Technische Daten Lamborghini Urraco | Technische Daten Lamborghini Urraco |
| Lamborghini                                             | Urraco P 200 | Urraco P 250 | Urraco P 300 |
| ------------------------------------------------------- | --- | --- | --- |
| Motor:                                                  | Achtzylinder-V-Motor (Viertakt), Gabelwinkel 90° | Achtzylinder-V-Motor (Viertakt), Gabelwinkel 90° | Achtzylinder-V-Motor (Viertakt), Gabelwinkel 90° |
| Hubraum:                                                | 1994 cm³ | 2463 cm³ | 2996 cm³ |
| Bohrung × Hub:                                          | 77,4 × 53,0 | 86,0 × 53,0 | 86,0 × 64,5 |
| Leistung bei 1/min:                                     | 134 kW (182 PS) bei 7500 | 162 kW (220 PS) bei 7500 | 184 kW (250 PS) bei 7500 |
| Max. Drehmoment bei 1/min:                              | 176 Nm bei 3800 | 220 Nm bei 3750 | 270 Nm bei 3500 |
| Verdichtung:                                            | 8,6 : 1 | 10,4 : 1 | 10,0 : 1 |
| Gemischaufbereitung:                                    | 4 × 2 Weber IDF 36 | 4 × 2 Weber IDF 40 | 4 × 2 Doppelvergaser |
| Ventilsteuerung:                                        | OHC-Ventilsteuerung, P200/250 Zahnriemen SOHC, P300 Steuerkette DOHC | OHC-Ventilsteuerung, P200/250 Zahnriemen SOHC, P300 Steuerkette DOHC | OHC-Ventilsteuerung, P200/250 Zahnriemen SOHC, P300 Steuerkette DOHC |
| Kühlung:                                                | Wasserkühlung | Wasserkühlung | Wasserkühlung |
| Getriebe:                                               | vollsynchronisiertes handgeschaltetes Fünfganggetriebe I: 2.933:1, II: 2.105:1, III: 1.565:1, IV: 1.185:1, V(P200/P250): 0.903:1, V(P300): 0.870:1, R:2.856:1 Hinterradantrieb i=4.25:1 | vollsynchronisiertes handgeschaltetes Fünfganggetriebe I: 2.933:1, II: 2.105:1, III: 1.565:1, IV: 1.185:1, V(P200/P250): 0.903:1, V(P300): 0.870:1, R:2.856:1 Hinterradantrieb i=4.25:1 | vollsynchronisiertes handgeschaltetes Fünfganggetriebe I: 2.933:1, II: 2.105:1, III: 1.565:1, IV: 1.185:1, V(P200/P250): 0.903:1, V(P300): 0.870:1, R:2.856:1 Hinterradantrieb i=4.25:1 |
| Radaufhängung vorn:                                     | MacPherson, Federbeine und Dreiecksquerlenker | MacPherson, Federbeine und Dreiecksquerlenker | MacPherson, Federbeine und Dreiecksquerlenker |
| Radaufhängung hinten:                                   | Federbeine, umgekehrte Dreiecksquerlenker und Stabilisator | Federbeine, umgekehrte Dreiecksquerlenker und Stabilisator | Federbeine, umgekehrte Dreiecksquerlenker und Stabilisator |
| Bremsen:                                                | 4 × innenbelüftete Scheibenbremsen (P250 ohne Bremskraftverstärker) | 4 × innenbelüftete Scheibenbremsen (P250 ohne Bremskraftverstärker) | 4 × innenbelüftete Scheibenbremsen (P250 ohne Bremskraftverstärker) |
| Karosserie:                                             | Stahl auf Plattformrahmen, Selbsttragend | Stahl auf Plattformrahmen, Selbsttragend | Stahl auf Plattformrahmen, Selbsttragend |
| Spurweite vorn/hinten:                                  | 1450 / 1470 | 1450 / 1470 | 1450 / 1470 |
| Radstand:                                               | 2450 mm | 2450 mm | 2450 mm |
| Abmessungen:                                            | 4280 × 1765 × 1160 | 4280 × 1765 × 1160 | 4285 × 1740 × 1160 |
| Leergewicht:                                            | 1250 | 1270 | 1300 |
| Höchstgeschwindigkeit:                                  | 215 | 240 | 260 |
| 0–100 km/h:                                             | 7,2 s. | 6,9 s. | 5,6 s. |
| Verbrauch (Liter/100 Kilometer, ECE-Norm, Stadtzyklus): | 18,0 | 18,5 | 20,5 |